# ار بي أس-15
ار بي أس-15 هو صاروخ جو-أرض، مضاد للسفن بعيد المدى، يعمل بنظام «أطلق وانس».
أحدث إصدار أم ك III لديه القدرة على مهاجمة أهداف أرضية كذلك. وقد تم تطوير الصاروخ من قبل شركة ساب بوفورز السويدية.

## المستخدمون

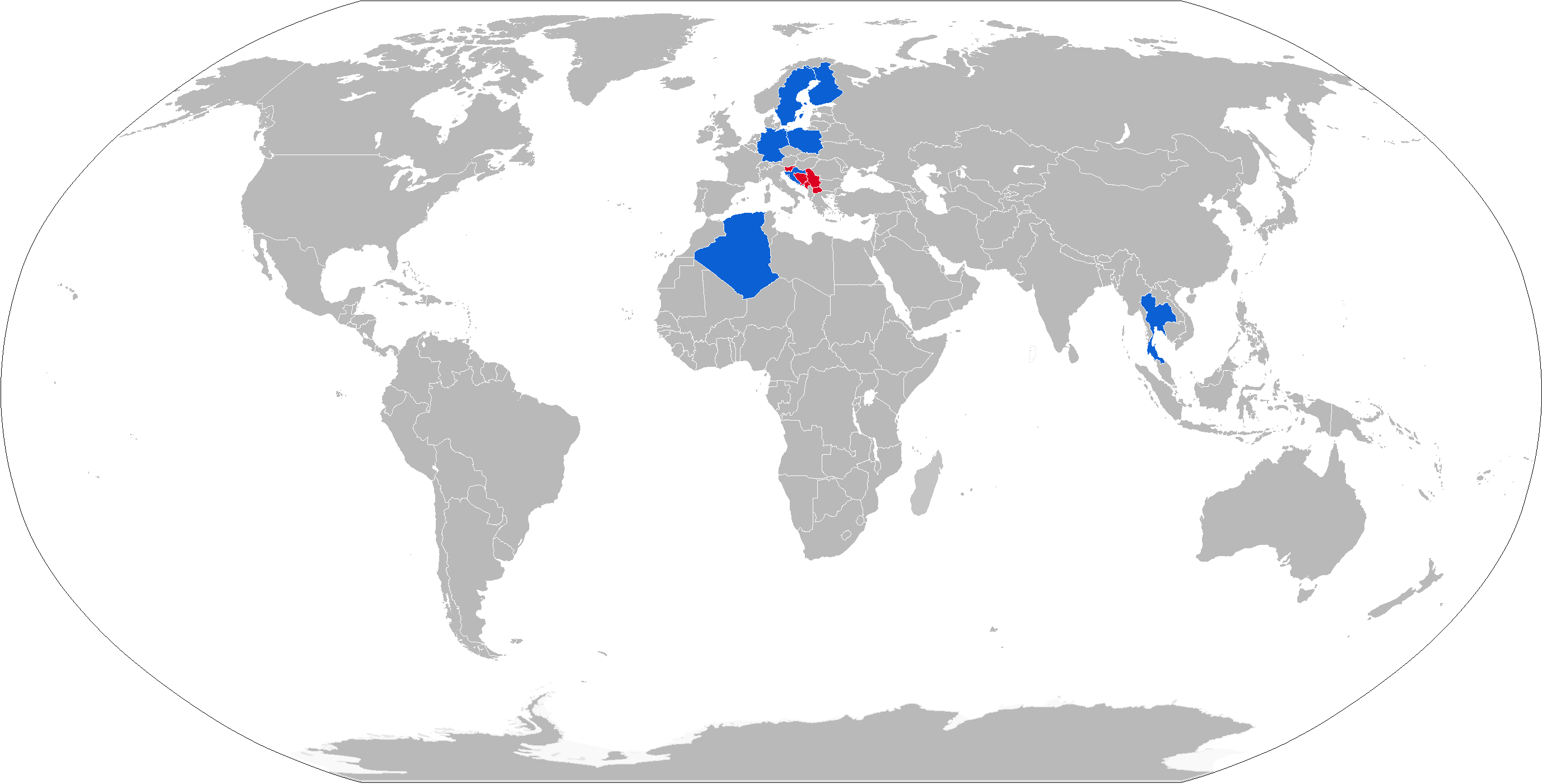
خريطة للمستخدمين الحاليين بالازرق والسابقين بلاحمر

- الجزائر - ار بي أس-15 إصدار أم ك III على متن فرقاطات ميكو A200
- ألمانيا
- كرواتيا
- السويد
- فنلندا
- بولندا
- تايلاند

## المستخدمون السابقون
- يوغوسلافيا